# Ambasciatori austriaci in Svizzera
L'ambasciatore austriaco in Svizzera è il primo rappresentante diplomatico dell'Austria (già del Sacro Romano Impero, dell'Impero austriaco e dell'Impero austro-ungarico) in Svizzera. I rapporti diplomatici tra i due paesi vennero stabiliti per la prima volta in maniera stabile nel 1687.

## Sacro Romano Impero
- 1692–1700: Franz Michael Neveu von Windschläg[3]
- 1701–1715: Franz Ehrenreich von Trauttmannsdorff
- 1715–1727: Franz Josef von Hermann chargée d'affaires
- 1727–1732: Paul Nikolaus Dominik von Reichenstein
- 1732–1733: Franz Josef von Hermann chargée d'affaires
- 1733–1746: Gian Antonio Turinetti di Priero
- 1746–1767: Karl Marschall von Bieberstein
- 1767–1784: Clemens August Theodor Josef von Nagel zur Loburg
- 1784–1784: Franz H. chargée d'affaires
- 1784–1791: Emanuel von Tassara
- 1791–1793: Hermann von Greiffenegg chargée d'affaires
- 1793–1794: Johann Rudolf von Buol-Schauenstein
- 1794–1794: Franz von Tassara chargée d'affaires
- 1794–1797: Siegmund von Degelmann
- 1797–1798: Hermann von Greiffenegg chargée d'affaires
- 1798–1799: Josef von Steinherr chargée d'affaires

1799–1803: Interruzione delle relazioni diplomatiche

## Impero austriaco
- 1803–1806: Heinrich von Crumpipen
- 1806–1825: Franz Alban von Schraut
- 1825–1826: Josef Kalasanz von Erberg chargée d'affaires
- 1826–1837: Franz Binder von Krieglstein
- 1837–1843: Ludwig Philipp von Bombelles
- 1843–1846: Eugen von Philippsberg chargée d'affaires
- 1846–1849: Maximilian von Kaisersfeld
- 1849–1852: Ludwig von Thom
- 1852–1854: Ladislaus von Karnicki chargée d'affaires
- 1854–1856: Alois Karl Kübau von Kübeck
- 1856–1867: Ferdinand von Mensshengen

## Impero austro-ungarico
- 1867–1868: Nikolaus von Pottenburg chargée d'affaires
- 1868–1887: Moritz von Ottenfels-Gschwind
- 1887–1887: Otto zu Brandis chargée d'affaires
- 1887–1888: Konstantin von Trauttenberg
- 1888–1895: Aloys von Seiller
- 1895–1903: Karl von Kuefstein
- 1903–1909: Karl von Heidler von Egeregg und Syrgenstein
- 1909–1917: Maximilian von Gagern
- 1917–1918: Alexander Musulin von Gomirje

## Repubblica austriaca
...
- 1933–1935: Heinrich Schmid (1888–1968)

...
1938–1955: Interruzione delle relazioni diplomatiche
- 1956–1958: Johannes Coreth
- 1958–1961: Karl Gruber
- 1961–1967: Johann Georg Tursky
- 1967–1972: Erich Bielka
- 1972–1975:
- 1975–1981: Hans Thalberg

...
- 1993–1998: Markus Lutterotti
- 1998–2001: Anton Prohaska
- 2002–2005: Karl Vetter von der Lilie
- 2005–2007: Aurel Saupe
- 2007–2011: Hans Peter Manz
- 2011–2015: Jürgen Meindl
- 2016–2021: Ursula Plassnik
- Dal 2021: Maria Rotheiser-Scotti